# Kottgeisering
Kottgeisering è un comune tedesco di 1 534 abitanti, situato nel land della Baviera.